# Prawo podmiotowe
Prawo podmiotowe – zespół przyznanych uprawnień występujących w określonym stosunku cywilnoprawnym. Jest to zatem zbiorcza, nadrzędna kategoria pojęciowa, określająca sytuację prawną strony uprawnionej. W takim kontekście mówi się o prawie własności i innych prawach rzeczowych, o wierzytelności, o prawach na dobrach niematerialnych itp.

## Nabycie prawa podmiotowego
- nabycie pochodne i pierwotne
- nabycie pod tytułem szczególnym i ogólnym
- nabycie translatywne i konstytutywne

## Utrata prawa podmiotowego
Prawo podmiotowe wygasa w następstwie zdarzeń wskazanych w ustawie:
- z mocy ustawy (np. umocowanie wygasa ze śmiercią pełnomocnika)
- wskutek czynności prawnej uprawnionego (np. przeniesienie własności rzeczy ruchomej)
- wskutek wywłaszczenia
- wskutek nacjonalizacji
- wskutek upływu czasu (np. użytkowanie wygasa wskutek nieużywania przez 10 lat)
- wskutek konfuzji praw (np. wierzyciel dziedziczy dług swojego dłużnika, dzierżawca przedsiębiorstwa dziedziczy jego własność po wydzierżawiającym).

## Rodzaje praw podmiotowych
1. Prawa podmiotowe[1]:
  - bezwzględne (erga omnes) – prawo skuteczne wobec wszystkich osób, tzn. na wszystkich spoczywa obowiązek nieingerowania w sferę spraw określonych prawem podmiotowym. Konkretyzacja i indywidualizacja korelatywnego obowiązku następuje tutaj dopiero wskutek naruszenia bezwzględnego prawa przez określony podmiot.
  - względne – prawo przysługujące podmiotowi uprawnionemu tylko wobec określonej osoby. Często opiera się na stosunkach zobowiązaniowych.
2. Prawa podmiotowe:
  - akcesoryjne – prawa o charakterze niesamoistnym uzależniające swe istnienie od innych praw samoistnych i służące ich umocnieniu
  - samoistne
3. Prawa podmiotowe:
  - związane – prawo, którego podmiotem może być wyłącznie podmiot innego prawa; prawo to nie może być przedmiotem obrotu, jeśli w obrocie uczestniczy towarzyszące mu prawo wolne
  - wolne
4. Prawa podmiotowe:
  - majątkowe – prawo to chroni interes ekonomiczny uprawnionego (np. wierzytelność)
  - niemajątkowe – prawo to chroni inny niż ekonomiczny interes uprawnionego (np. dobra osobiste)
5. Prawa podmiotowe:
  - zbywalne – prawo, które uprawniony może przenieść na inne podmioty lub je odziedziczyć; przenoszalności prawa nie można wyłączyć w wyniku czynności prawnej
  - niezbywalne – prawo, którego uprawniony nie może przenieść na inne podmioty ani go odziedziczyć (wszystkie prawa niemajątkowe)
6. Prawa podmiotowe:
  - tymczasowe – prawo przygotowujące i zabezpieczające określone prawa przyszłe chroniące ich ekspektatywę (np. prawo do mieszkania spółdzielczego)
  - aktualne

## Kontrowersje wokół pochodzenia (źródeł normatywnych) prawa podmiotowego
Kontrowersje wokół pochodzenia praw podmiotowych są pochodną sporów o istotę prawa jako źródła norm prawnych.
W ujęciu tzw. pozytywizmu prawniczego prawem podmiotowym jest zbiór uprawnień przyznawanych jednostce przez ustawodawcę w obowiązujących aktach normatywnych, nakierowanych na wywołanie określonych skutków jednostkowych i społecznych.
W ujęciu tzw. teorii praw naturalnych lub przyrodzonych, prawa podmiotowe (np. prawo do ochrony życia, wolności, własności) istnieją niezależnie od tego, czy znajdują uznanie i odzwierciedlenie w stanowionych przez ustawodawcę aktach normatywnych. Zwolennicy tej koncepcji skłaniają się ku postrzeganiu prawa w znaczeniu przedmiotowym, jako opisania przez normy prawne stosunków, wynikających z praw podmiotowych, które istnieją z natury rzeczy.

## Prawo podmiotowe w wybranych gałęziach prawa

### Prawo cywilne
Prawo podmiotowe może polegać na możności swobodnego oddziaływania na określone dobro prawne, np. na rzecz, możności żądania określonego zachowania od innej osoby albo na możności samodzielnego wpływania na kształt sytuacji prawnej własnej i innych osób bez ich udziału.
Istnieje kilka definicji prawa podmiotowego, oczywiście doktrynalnych. Porównując je można dojść do generalnych wniosków, iż prawo podmiotowe:
- przyznane jest przez normy prawne, tj. nie jest przyrodzone (tzw. umiarkowany pozytywizm)
- jest przez te normy chronione
- ma na celu ochronę interesów podmiotów prawa
- dotyczy stosunku cywilnoprawnego.

### Prawo administracyjne
Istotą prawa podmiotowego jest uprawnienie do otrzymania od właściwego organu decyzji administracyjnej o ściśle określonej treści. Prawo podmiotowe w prawie administracyjnym określa się mianem publicznego prawa podmiotowego.